# Gospodska
La rue Gospodska (en serbe cyrillique : Господска) est située à Belgrade, la capitale de la Serbie, dans la municipalité de Zemun et dans le quartier de Donji Grad.

## Parcours
La rue Gospodska naît à la hauteur du Kej oslobođenja, le « Quai de la Libération » ; elle s'oriente vers le sud-ouest et se termine en impasse ; elle se poursuit alors en allée jusqu'à la rue Glavna.

## Architecture
La maison de la famille Marković, située à l'angle de la rue Gospodska (n° 14) et du Magistratski trg (n° 11), a été construite au XVIIIe siècle ; en raison de sa valeur architecturale, elle est inscrite sur la liste des monuments culturels protégés de la république de Serbie et sur la liste des biens culturels protégés de la ville de Belgrade.
La maison de Jelena Jovanović, au n° 17, a été construite par l'architecte Franjo Jenč, originaire de Zemun, en 1900 ; elle est caractéristique de la première manière de l'artiste qui mêle le baroque et le style néorenaissance, avec une riche décoration plastique et des détails caractéristiques du classicisme.